# 40. Division (Japanisches Kaiserreich)
Die 40. Division (jap. 第40師団, Dai-jonjū Shidan) war eine Division des Kaiserlich Japanischen Heeres, die 1939 aufgestellt und 1945 aufgelöst wurde. Ihr Tsūshōgō-Code (militärischer Tarnname) war Wal-Division (鯨兵団, Kujira-heidan) bzw. Kujira 6880.

## Geschichte der Einheit
Die 40. Division wurde am 30. Juni 1939 unter dem Kommando von Generalleutnant Amaya Naojirō als Typ B „Standard“ Division als Triangulare Division aufgestellt und bestand aus der 40. Infanterie-Brigade (234., 235. und 236. Regiment), dem 40. Gebirgsartillerie-Regiment und dem 40. Pionier- und Transport-Regiment. Das Hauptquartier der rund 17.000 Mann starken Division lag in Zentsuji, Kaiserreich Japan.

### Zweiter Japanisch-Chinesischer Krieg
Die Division wurde im Mai 1939 nach ihrer Aufstellung auf den Kriegsschauplatz des Zweiten Japanisch-Chinesischen Krieges verschifft und unterstand dort der 11. Armee. Während des Krieges nahm sie an den Schlachten von Zaoyang–Yichang, Zentral Hubei, Süd-Henan, Changsha 1941, Changsha 1942 und dem Zhejiang-Jiangxi-Feldzug teil. Während der Operation Ichi-gō war sie direkt der 6. Regionalarmee unterstellt.
Die 40. Division wurde im Zuge der Kapitulation Japans im September 1945 aufgelöst.

## Gliederung
Im Juni 1939 erfolgte die Aufstellung als Triangulare Typ B „Standard“ Division wie folgt:
- Stab (250 Mann)
  - Stab 40. Infanterie-Brigade (100 Mann)
    - 234. Infanterie-Regiment (3250 Mann)
    - 235. Infanterie-Regiment (3250 Mann)
    - 236. Infanterie-Regiment (3250 Mann)

  - 40. Kavallerie-Einheit (250 Mann) 1
  - 40. Gebirgsartillerie-Regiment (2100 Mann; 36 Typ 41 75-mm-Gebirgsgeschütze)
  - 40. Pionier-Regiment (950 Mann) 2
  - 40. Signal-Einheit (240)
  - 40. Transport-Regiment (1810 Mann) 3
  - 40. Versorgungs-Kompanie (110 Mann)
  - 40. Feldhospital (1) (310 Mann)
  - 40. Wasserversorgungs- und -aufbereitungs-Einheit (235 Mann)
  - 40. Veterinär-Hospital (40 Mann)

Gesamtstärke: 16.495 Mann

## Führung
Divisionskommandeure
- Amaya Naojirō, Generalleutnant: 2. Oktober 1939 bis 25. August 1941
- Aoki Seiichi, Generalleutnant: 25. August 1941 bis 3. August 1944
- Miyagawa Seizō, Generalleutnant: 3. August 1944 – September 1945